# Nomorhamphus ravnaki
Nomorhamphus ravnaki är en fiskart som beskrevs av Brembach, 1991. Nomorhamphus ravnaki ingår i släktet Nomorhamphus och familjen Hemiramphidae. Inga underarter finns listade i Catalogue of Life.